# Marcello Pagliero
Marcello Pagliero (15 de enero de 1907 - 9 de diciembre de 1980) fue un director, guionista, actor y productor cinematográfico francés de origen italiano. 

## Biografía
Nacido en Londres, Inglaterra, sus padres eran de origen francoitaliano. Pasó sus primeros siete años de vida en Inglaterra, trasladándose la familia a Italia en 1914. Cursó estudios de derecho y trabajó como crítico literario y artístico, dedicándose más adelante al cinema, primero como traductor de diálogos del inglés al italiano, y después como guionista. 
En 1943 se puso tras las cámaras, pero sus inicios en la dirección no fueron muy felices. Comenzó dos películas, pero hubo de abandonar dos de ellas por falta de financiación y, sobre todo, a causa del deterioro de la situación militar durante la Segunda Guerra Mundial. 
En el plató de Scalo merci conoció a Roberto Rossellini, con quien trabó amistad y que, en 1945, le hizo participar como actor – en uno de los papeles esenciales del film, el del ingeniero comunista Manfredi –  y como ayudante de fotografía, junto a Carlo Di Palma y Gianni Di Venanzo, en el rodaje de Roma, ciudad abierta. Con Rossellini y otros escribió el guion de otra película esencial del neorrealismo, Païsa.
En 1946, dirigió con éxito Roma città libera, de atmósfera neorrealista a primera vista, aunque realmente surrealista (guion: Ennio Flaiano, Cesare Zavattini, Marcello Marchesi ; interpretación : Vittorio De Sica, Andrea Checchi, Valentina Cortese, Ave Ninchi, Camillo Mastrocinque). Distribuida dos años más tarde, la cinta fue un fracaso. 
Tras interpretar el papel de un ingeniero en el film de Carlo Ludovico Bragaglia L’altra, Pagliero se trasladó a Francia, donde siguió una carrera de actor participando en películas dramáticas y de género negro. En Francia se cambió el nombre por el de Marcel Pagliero y fue comparado con Jean Gabin. También trabajó como director, rodando la que es considerada como su mejor obra, Un homme marche dans la ville.
Volvió a Italia en la década de 1950 por su única experiencia teatral – en 1953 dirigió, en colaboración con Luciano Lucignani, una versión de La mandrágora, de Nicolás Maquiavelo – y para dirigir algunas producciones cinematográficas: en 1954-55, dirigió cintas dramáticas como Vestire gli ignudi y Vergine moderna, y producciones del género de aventuras como Chéri-Bibi. Tras ello retornó de manera definitiva a Francia, donde dirigió otros filmes sin importancia particular y actuó de manera intermitente, retirándose a finales de la década de 1960.
Marcello Pagliero falleció en París, Francia, en 1980.

## Filmografía

### Productor
- 1941 : Confessione
- 1941 : Le Due tigri
- 1942 : Anime in tumulto
- 1943 : La Danza del fuoco
- 1945 : Si chiude all'alba

### Guionista
- 1941 : Confessione, de Flavio Calzavara
- 1941 : Le Due tigri, de Giorgio Simonelli
- 1942 : Anime in tumulto, de Giulio Del Torre
- 1943 : La Danza del fuoco, de Camillo Mastrocinque
- 1945 : Si chiude all'alba, de Nino Giannini
- 1945 : La gondola del diavolo, de Carlo Campogalliani
- 1945 : Roma, ciudad abierta
- 1946 : Paisà, de Roberto Rossellini
- 1946 : Desiderio
- 1949 : Un homme marche dans la ville

### Director
- 1943 : 07... Tassì, film finalizado por Riccardo Freda y Alberto D'Aversa
- 1944 : Nebbie sul mare (codirigida con Hans Hinrich)
- 1946 : Roma città libera
- 1946 : Desiderio (film iniciado en 1943 por Roberto Rossellini con el título Scalo merci)
- 1949 : Un homme marche dans la ville
- 1951 : La Rose rouge
- 1951 : Les Amants de Bras-Mort, con Robert Dalban, Nicole Courcel (argumento de Jacques Dopagne)
- 1952 : La Putain respectueuse
- 1953 : Vestire gli ignudi
- 1954 : Vergine moderna
- 1954 : Destinées, episodio Elizabeth - la victime de la guerre
- 1955 : Chéri-Bibi
- 1956 : ''Walk Into Paradise
- 1961 : Vingt mille lieues sur la terre

Documentales
- 1945 : Giorni di gloria (documental sobre lamasacre de las Fosas Ardeatinas)
- 1951 : Azur

### Actor
- 1945 : Roma, ciudad abierta, de Roberto Rossellini
- 1947 : Les jeux sont faits de Jean Delannoy
- 1947 : L'altra, de Carlo Ludovico Bragaglia
- 1948 : Dédée d'Anvers, de Yves Allégret
- 1948 : La Voix du rêve, de Jean-Paul Paulin
- 1949 : Désordre, corto documental de Jacques Baratier
- 1953 : Tourbillon, de Alfred Rode
- 1960 : Le Bel Âge, de Pierre Kast
- 1961 : Les Mauvais Coups de François Leterrier
- 1962 : Ton ombre est la mienne, de André Michel
- 1963 : Symphonie pour un massacre, de Jacques Deray
- 1965 : Je vous salue, mafia!, de Raoul Lévy
- 1965 : Nick Carter et le trèfle rouge, de Jean-Paul Savignac
- 1968 : Les Gauloises bleues, de Michel Cournot
- 1969 : La Nuit Bulgare, de Michel Mitrani

Televisión
- 1964 : Les Beaux Yeux d'Agatha, de Pierre Cardinal
- 1968 : Affaire Vilain contre Ministère public, de Robert Guez

## Premios y distinciones
Premios Óscar
| Año  | Categoría               | Película | Resultado |
| ---- | ----------------------- | -------- | --------- |
| 1950 | Mejor argumento y guion | Paisà    | Nominado  |

Festival Internacional de Cine de Venecia
| Año  | Categoría                               | Película             | Resultado |
| ---- | --------------------------------------- | -------------------- | --------- |
| 1952 | Premio Osella - Mejor película original | La p... respectueuse | Ganador   |

- 1948: Cinta de Plata de la crítica italiana por Roma città libera.